# Langues tchadiques orientales
Les langues tchadiques orientales sont une des sous-branches de la famille des langues afro-asiatiques. Cette trentaine de langues sont parlées essentiellement le Nord du Cameroun et le Sud du Tchad.

## Classification
- Tchadique orientale A
  - Sibine (A.1.1) : mire, ndam, soumray, toumak (motun, mawer)
  - Miltu (A.1.2) : boor, gadang, miltu, sarua
  - Nancere (A.2.1) : nangjere, kimré, lélé
  - Gabri (A.2.2) : gabri, kabalai, tobanga
  - Kwang (A.3) : kwang, kéra
- Tchadique orientale B
  - B.1
    - Dangla (B.1.1) : bidiyo, dangaléat, birgit, djongor bourmataguil, mabire, migaama, mogum, toram
    - Mubi (B.1.2) : mubi, kajakse, masmaje, zirenkel, jelkung
    - Kujargé (B.1.3)

  - Mokilko (B.2)
  - Sokoro (B.3) : saba, sokoro, tamki, mawa, ubi
  - Baraïn (B.4)